# Der Krieg der Knöpfe (2011)
Der Krieg der Knöpfe ist ein französischer Spielfilm aus dem Jahr 2011. Der Film basiert auf dem gleichnamigen Roman von Louis Pergaud aus dem Jahr 1912.

## Handlung
Die Rahmenhandlung des Films ist der ewig andauernde Streit zwischen den zwei zerstrittenen Dörfern Longeverne und Velrans im Süden Frankreichs. Seit Generationen bekriegen sich die Kinder der beiden Nachbardörfer. Im Laufe des Films eskalieren die Auseinandersetzungen immer mehr.
William Lebrac, Anführer der Jungen aus Longeverne, ist Halbwaise. Er ist immer wieder hin- und hergerissen zwischen der Fürsorge für seine Familie (Mutter und zwei kleine Schwestern) und der Arbeit auf dem Bauernhof der Familie, der Schule sowie der Jungenbande. Während seine Mutter möchte, dass er in der Fabrik von Monsieur Jeanjean arbeitet, um Geld zu verdienen, möchte ihm sein Lehrer ermöglichen, das Gymnasium zu besuchen. Dafür müsste Lebrac mehr lernen, wofür er zwischen Arbeit auf dem Hof und der Jungenbande aber keine Zeit hat.
Die Handlung des Kinderkriegs wird in einen Vergleich mit dem Unabhängigkeitskrieg in Algerien gesetzt: Die Geschichte spielt im Jahr 1957, als sich Frankreich im Algerienkrieg befindet. In einer kurzen Sequenz bekommt der Bruder Maries – vor Lebrac Anführer der Bande aus Longeverne – Heimaturlaub von der Front. Er erzählt Lebrac sichtlich mitgenommen, dass er an der Front den ehemaligen Anführer aus Velrans traf und sterben sah. In der folgenden Szene zeigt der Pater in der Kirche die Wochenschau mit Kriegsbildern aus Algerien.

## Hintergrund
Der Film basiert auf dem autobiographisch inspirierten, 1912 erschienenen Roman Der Krieg der Knöpfe von Louis Pergaud, der um 1895 spielt. Der Roman war bereits Vorlage für mehrere Spielfilme, darunter als erstem Yves Roberts gleichnamigen Film aus dem Jahr 1962.

## Auszeichnungen
- „Prädikat besonders wertvoll“ der Deutschen Film- und Medienbewertung

## Trivia
- In einigen Szenen ist zu hören, wie der Marsch Colonel Bogey March, berühmt aus dem Film Die Brücke am Kwai von 1957, gepfiffen wird.
- Der Spielfilm, den Pater Simon in der Kirche zeigt, ist Robin Hood, König der Vagabunden von 1938 mit Errol Flynn. Zwei Szenen sind sichtbar: Die Balkonszene mit Kuss und der finale Kampf. Im Originalfilm sind zwischen diesen beiden Szenen mehrere Minuten und weitere Szenen.
- Ein Schüler von Lehrer Merlin gibt die Höhe des Mont Blanc mit 4.807 m an. Bis zur Vermessung mit Satelliten, die eine Höhe von 4.810 m ergab, war dies die offizielle Höhe des höchsten Bergs Frankreichs.
- Ein anderer Schüler antwortet auf Merlins Frage, wann die Revolution von 1789 stattfand, mit dem 8. Mai 1945, dem Tag des Endes des Zweiten Weltkriegs.
- Einige Filmszenen wurden im Umfeld von Rochechouart und Saint-Junien (Département Haute-Vienne) im Ortszentrum von Biennac gedreht.
- Im Film sind als Anachronismen zu sehen:
  - In der Sequenz des Fußballspiels der Dorfmannschaften ist ein moderner Transformator von EDF zu sehen.
  - Während des Fußballspiels zückt der als Schiedsrichter fungierende Pfarrer eine Rote Karte, die aber erst mehrere Jahre später eingeführt wurde.
  - In einer Szene, als Marie Lanterne die Bande über einen Dorfplatz führt, ist eine Parabolantenne am Schornstein eines mittelalterlichen Hauses hinter dem Brunnen zu sehen.

## Rezeption
- Ein wundervoller Kinderfilm, der nichts vermissen lässt. (Deutsche Film- und Medienbewertung)
- Schlechtester Film des Jahres 2012, zusammen mit dem eine Woche später gestarteten Krieg der Knöpfe (2011) (Gérard du cinéma).